# Carlo d'Asburgo-Lorena
Carlo d'Asburgo-Lorena (nome completo: Karl Thomas Robert Maria Franziskus Georg Bahnam von Habsburg-Lothringen; Starnberg, 11 gennaio 1961) è un nobile e politico austriaco, capo della Casa d'Asburgo dal 2007.

## Biografia

### Infanzia
Figlio di Ottone d'Asburgo-Lorena e Regina di Sassonia-Meiningen, nipote di Carlo I d'Austria, l'ultimo imperatore d'Austria, re d'Ungheria e Boemia.

### Matrimonio
Carlo sposò il 30 gennaio 1993 Francesca Thyssen-Bornemisza a Mariazell, da cui ha avuto tre figli.
Nel 2017 Carlo e Francesca hanno divorziato.

### Carriera politica
Carlo è fondatore e presidente dell'organizzazione politica Paneuropa-Austria dal 1987.
Nelle elezioni europee del 13 ottobre 1996 fu eletto deputato al Parlamento europeo come indipendente del Partito Popolare Austriaco. Nel 2002 divenne Direttore Generale dell'Organizzazione delle nazioni e dei popoli non rappresentati (UNPO), da gennaio a dicembre.
Carlo è anche il Gran Maestro dell'Ordine del Toson d'oro, ramo austriaco, e degli altri ordini patrimonio-dinastici della Casa d'Asburgo-Lorena.

## Discendenza
Carlo d'Asburgo-Lorena e Francesca Thyssen-Bornemisza hanno avuto tre figli:
- Eleonore Maria del Pilar Iona Christina Jelena (Salisburgo, 28 febbraio 1994)[6], arciduchessa. Ha sposato nel 2020, il pilota automobilistico belga Jérôme d'Ambrosio, da cui ha avuto un figlio, Otto, nel 2021;
- Ferdinando Zvonimiro Marie Balthus Keith Michal Otto Antal Bahnam Leonhard (Salisburgo, 21 giugno 1997)[7], arciduca ereditario;
- Gloria Maria Bogdana Paloma Regina Fiona Gabriela (Salisburgo, 15 ottobre 1999), arciduchessa.

## Ascendenza
|                               |                                         |                                         | Genitori                                  |  |  | Nonni |  |  | Bisnonni                          |  |  | Trisnonni                       |  |
|                               |                                         |                                         |                                           |  |  |       |  |  | Ottone Francesco d'Asburgo-Lorena |  |  | Carlo Ludovico d'Asburgo-Lorena |  |
|                               |                                         |                                         |                                           |  |  |       |  |  | Ottone Francesco d'Asburgo-Lorena |  |  | Carlo Ludovico d'Asburgo-Lorena |  |
|                               |                                         | Maria Annunziata di Borbone-Due Sicilie |                                           |  |  |       |  |  | Ottone Francesco d'Asburgo-Lorena |  |  |                                 |  |
| Carlo I d'Asburgo-Lorena      |                                         |                                         |                                           |  |  |       |  |  | Ottone Francesco d'Asburgo-Lorena |  |  |                                 |  |
|                               |                                         | Maria Giuseppina di Sassonia            | Giorgio di Sassonia                       |  |  |       |  |  |                                   |  |  |                                 |  |
|                               |                                         | Maria Giuseppina di Sassonia            | Giorgio di Sassonia                       |  |  |       |  |  |                                   |  |  |                                 |  |
|                               |                                         | Maria Giuseppina di Sassonia            | Maria Anna Ferdinanda di Braganza         |  |  |       |  |  |                                   |  |  |                                 |  |
| Ottone d'Asburgo-Lorena       |                                         | Maria Giuseppina di Sassonia            |                                           |  |  |       |  |  |                                   |  |  |                                 |  |
|                               |                                         | Roberto I di Borbone-Parma              | Carlo III di Borbone-Parma                |  |  |       |  |  |                                   |  |  |                                 |  |
|                               |                                         | Roberto I di Borbone-Parma              | Carlo III di Borbone-Parma                |  |  |       |  |  |                                   |  |  |                                 |  |
|                               |                                         | Roberto I di Borbone-Parma              | Luisa Maria di Borbone-Francia            |  |  |       |  |  |                                   |  |  |                                 |  |
| Zita di Borbone-Parma         |                                         | Roberto I di Borbone-Parma              |                                           |  |  |       |  |  |                                   |  |  |                                 |  |
|                               |                                         | Maria Antonia di Braganza               | Michele del Portogallo                    |  |  |       |  |  |                                   |  |  |                                 |  |
|                               |                                         | Maria Antonia di Braganza               | Michele del Portogallo                    |  |  |       |  |  |                                   |  |  |                                 |  |
|                               |                                         | Maria Antonia di Braganza               | Adelaide di Löwenstein-Wertheim-Rosenberg |  |  |       |  |  |                                   |  |  |                                 |  |
| Carlo d'Asburgo-Lorena        |                                         | Maria Antonia di Braganza               |                                           |  |  |       |  |  |                                   |  |  |                                 |  |
|                               | Federico Giovanni di Sassonia-Meiningen | Giorgio II di Sassonia-Meiningen        |                                           |  |  |       |  |  |                                   |  |  |                                 |  |
|                               | Federico Giovanni di Sassonia-Meiningen | Giorgio II di Sassonia-Meiningen        |                                           |  |  |       |  |  |                                   |  |  |                                 |  |
|                               | Federico Giovanni di Sassonia-Meiningen | Feodora di Hohenlohe-Langenburg         |                                           |  |  |       |  |  |                                   |  |  |                                 |  |
| Giorgio di Sassonia-Meiningen | Federico Giovanni di Sassonia-Meiningen |                                         |                                           |  |  |       |  |  |                                   |  |  |                                 |  |
|                               |                                         | Adelaide di Lippe-Biesterfeld           | Ernesto II di Lippe-Biesterfeld           |  |  |       |  |  |                                   |  |  |                                 |  |
|                               |                                         | Adelaide di Lippe-Biesterfeld           | Ernesto II di Lippe-Biesterfeld           |  |  |       |  |  |                                   |  |  |                                 |  |
|                               |                                         | Adelaide di Lippe-Biesterfeld           | Contessa Carolina di Wartensleben         |  |  |       |  |  |                                   |  |  |                                 |  |
| Regina di Sassonia-Meiningen  |                                         | Adelaide di Lippe-Biesterfeld           |                                           |  |  |       |  |  |                                   |  |  |                                 |  |
|                               |                                         | Conte Alfredo di Korff                  | Conte Massimiliano Federico di Korff      |  |  |       |  |  |                                   |  |  |                                 |  |
|                               |                                         | Conte Alfredo di Korff                  | Conte Massimiliano Federico di Korff      |  |  |       |  |  |                                   |  |  |                                 |  |
|                               |                                         | Conte Alfredo di Korff                  | Contessa Gabriella di Mirbach-Kosmanos    |  |  |       |  |  |                                   |  |  |                                 |  |
| Contessa Clara Maria di Korff |                                         | Conte Alfredo di Korff                  |                                           |  |  |       |  |  |                                   |  |  |                                 |  |
|                               |                                         | Baronessa Elena di Hilgers              | Barone Francesco Riccardo di Hilgers      |  |  |       |  |  |                                   |  |  |                                 |  |
|                               |                                         | Baronessa Elena di Hilgers              | Barone Francesco Riccardo di Hilgers      |  |  |       |  |  |                                   |  |  |                                 |  |
|                               |                                         | Baronessa Elena di Hilgers              | Agnes Zernentsch                          |  |  |       |  |  |                                   |  |  |                                 |  |
|                               |                                         | Baronessa Elena di Hilgers              |                                           |  |  |       |  |  |                                   |  |  |                                 |  |

## Ascendenza patrilineare
1. Gerardo I di Parigi, (?-779), conte di Parigi, sposa Rotrude, forse figlia di Carlomanno, figlio di Carlo Martello
2. Leotardo I di Parigi, (?-813/816), conte di Parigi
3. Adelardo I di Parigi, (?-ca.865), siniscalco di Ludovico il Pio, conte di Parigi
4. Adelardo di Metz, (?-890), conte di Metz
5. Gerardo I di Metz, (?-910), conte di Metz
6. Goffredo, conte palatino di Lotaringia, sposa Oda di Sassonia, sorella di Enrico I di Sassonia
7. Goffredo I della Bassa Lorena, (?-964), conte di Hainaut dal 958 al 964 e vice-duca della Bassa Lorena dal 959 al 964
8. Gerardo II di Metz, (944-963), conte di Metz
9. Riccardo di Metz, (963-982), conte di Metz
10. Gerardo III di Metz, (982-1022), conte di Metz
11. Adalberto II di Metz, (1022-1033), conte di Metz
12. Gerardo IV di Metz, (1033-1045), conte di Metz e di Bouzonville
13. Gerardo di Lorena,(1047-1070), Duca dell'Alta Lorena
14. Teodorico II di Lorena, c. 1055 - 1115
15. Simone I di Lorena, c. 1080 - 1138; suo fratello più giovane Teodorico di Alsazia, d. c. 1168, Conte delle Fiandre, fu il capostipite in linea maschile della Casa delle Fiandre
16. Mattia I di Lorena, c. 1110 - 1176
17. Federico I di Lorena, c. 1140 - 1207
18. Federico II di Lorena, c. 1165 - 1213
19. Mattia II di Lorena, c. 1192 - 1251
20. Federico III di Lorena, c. 1230 - 1303
21. Teobaldo II di Lorena, c. 1260 - 1312
22. Federico IV di Lorena, 1282 - 1328
23. Rodolfo di Lorena, c. 1310 - 1346
24. Giovanni I di Lorena, 1346 - 1390
25. Federico I di Vaudemont, 1368 - 1415
26. Antonio di Vaudémont, c. 1395 - 1431
27. Federico II di Vaudémont, 1417 - 1470
28. Renato II di Lorena, 1451 - 1508
29. Antonio di Lorena, 1489 - 1544
30. Francesco I di Lorena, 1517 - 1545
31. Carlo III di Lorena, 1543 - 1608
32. Francesco II di Lorena, 1572 - 1632
33. Nicola II di Lorena, Cardinale, 1609 - 1679
34. Carlo V di Lorena, 1643 - 1690
35. Leopoldo di Lorena, 1679 - 1729
36. Francesco I di Lorena, 1708 - 1765
37. Leopoldo II d'Asburgo-Lorena, 1747 - 1792
38. Francesco II d'Asburgo-Lorena, 1768 - 1835
39. Francesco Carlo d'Asburgo-Lorena, 1802 - 1878
40. Carlo Ludovico d'Asburgo-Lorena, 1833 - 1896
41. Ottone Francesco d'Asburgo-Lorena, 1865 - 1906
42. Beato Carlo I d'Austria-Ungheria, 1887 - 1922
43. Ottone d'Asburgo-Lorena, 1922 - 2011
44. Carlo d'Asburgo-Lorena

## Titoli
In Austria e in Germania i titoli nobiliari non sono riconosciuti e sono vietati. Legalmente è conosciuto come Dr. Karl Habsburg-Lothringen.
Titoli di cortesia:
- 11 gennaio 1961 - 1º gennaio 2007: S.A.I. e R. l'arciduca Carlo d'Austria, principe imperiale d'Austria, principe reale d'Ungheria e di Boemia
- dal 1º gennaio 2007: S.A.I. e R. Carlo, Arciduca e principe imperiale d'Austria, principe reale d'Ungheria, Croazia e di Boemia

Pretensione dal 1º gennaio 2007
- Imperatore titolare d'Austria (Carlo II)
- Re Apostolico titolare d'Ungheria (Carlo V)
- Re titolare di Boemia (Carlo IV), di Lombardia e Venezia (Carlo II), di Dalmazia, Croazia, Slavonia (Carlo V), Galizia, Lodomiria, e d'Illiria
- Re titolare di Gerusalemme, ecc.
- Arciduca d'Austria
- Granduca di Toscana e di Cracovia
- Duca di Lorena, di Salisburgo, di Stiria, Carinzia, Carniola e di Bucovina
- Gran Principe di Transilvania
- Margravio di Moravia
- Duca dell'Alta e Bassa Slesia, di Modena, Parma, Piacenza e Guastalla, d'Auschwitz e Zator, di Teschen, Friuli, Ragusa e Zara
- Conte Principesco d'Asburgo e Tirolo, Kyburg, Gorizia e Gradisca
- Principe di Trento e Bressanone
- Margravio dell'Alta e Bassa Lusazia e in Istria
- Conte di Hohenems, Feldkirch, Bregenz, Sonnenberg, ecc.
- Signore di Trieste, di Cattaro e della Marca de Vendi;
- Grand Voivoda del Voivodato di Serbia, ecc., ecc., ecc.

## Onorificenze

### Onorificenze asburgiche
Formalmente cessati come ordini statuali, restano tuttavia vigenti come ordini dinastici, il Capo della Casa Imperiale e Reale d'Asburgo-Lorena assume d'ufficio il titolo di Gran Maestro: